# Creechova letecká základna
Creechova letecká základna (anglicky Creech Air Force Base; kód IATA je INS, kód ICAO KINS, kód FAA LID INS) je vojenská letecká základna letectva Spojených států amerických nacházející se dva kilometry severně od centra města Indian Springs ve státě Nevada, 56 km severozápadně od Las Vegas v témže státě. Dobudována byla roku 1942 a je pojmenována na počest generála letectva Wilbura Lymana Creeche. Je domovskou základnou 432. křídla (432d Wing), které je podřízeno Velitelství vzdušného boje (Air Combat Command), a jehož úkolem je provádět letecký průzkum pomocí bezpilotních letounů General Atomics MQ-9 Reaper a MQ-1 Predator, který byl mimo jiné využit během Operace Trvalá svoboda v Afghánistánu.